# Čuklić
Čuklić är en ort i Bosnien och Hercegovina.   Den ligger i entiteten Federationen Bosnien och Hercegovina, i den sydvästra delen av landet, 120 km väster om huvudstaden Sarajevo. Čuklić ligger 737 meter över havet och antalet invånare är 421.
Terrängen runt Čuklić är varierad.Närmaste större samhälle är Orguz, 2,1 km nordväst om Čuklić. 
Omgivningarna runt Čuklić är en mosaik av jordbruksmark och naturlig växtlighet. Runt Čuklić är det ganska tätbefolkat, med 93 invånare per kvadratkilometer.